# Кошенцин (Сілезьке воєводство)
Кошенцин (пол. Koszęcin) — село в Польщі, у гміні Кошенцин Люблінецького повіту Сілезького воєводства.
Населення — 4631 особа (2011).

## Демографія
Демографічна структура станом на 31 березня 2011 року:
|          | Загалом | Допрацездатний вік | Працездатний вік | Постпрацездатний вік |
| -------- | ------- | ------------------ | ---------------- | -------------------- |
| Чоловіки | 2243    | 424                | 1550             | 269                  |
| Жінки    | 2388    | 427                | 1383             | 578                  |
| Разом    | 4631    | 851                | 2933             | 847                  |